# Алан Банністер (велогонщик)
Алан Банністер (англ. Alan Bannister, 3 листопада 1922 — 18 травня 2007) — британський велогонщик.
Срібний призер Олімпійських Ігор 1948 року на тандемах, учасник 1952 року.